# Morulininae
Morulininae zijn een onderfamilie van springstaarten binnen de familie van Neanuridae en telt 1 geslacht en 22 soorten.

## Geslachten
- Morulina (22 soorten)